# Trelins

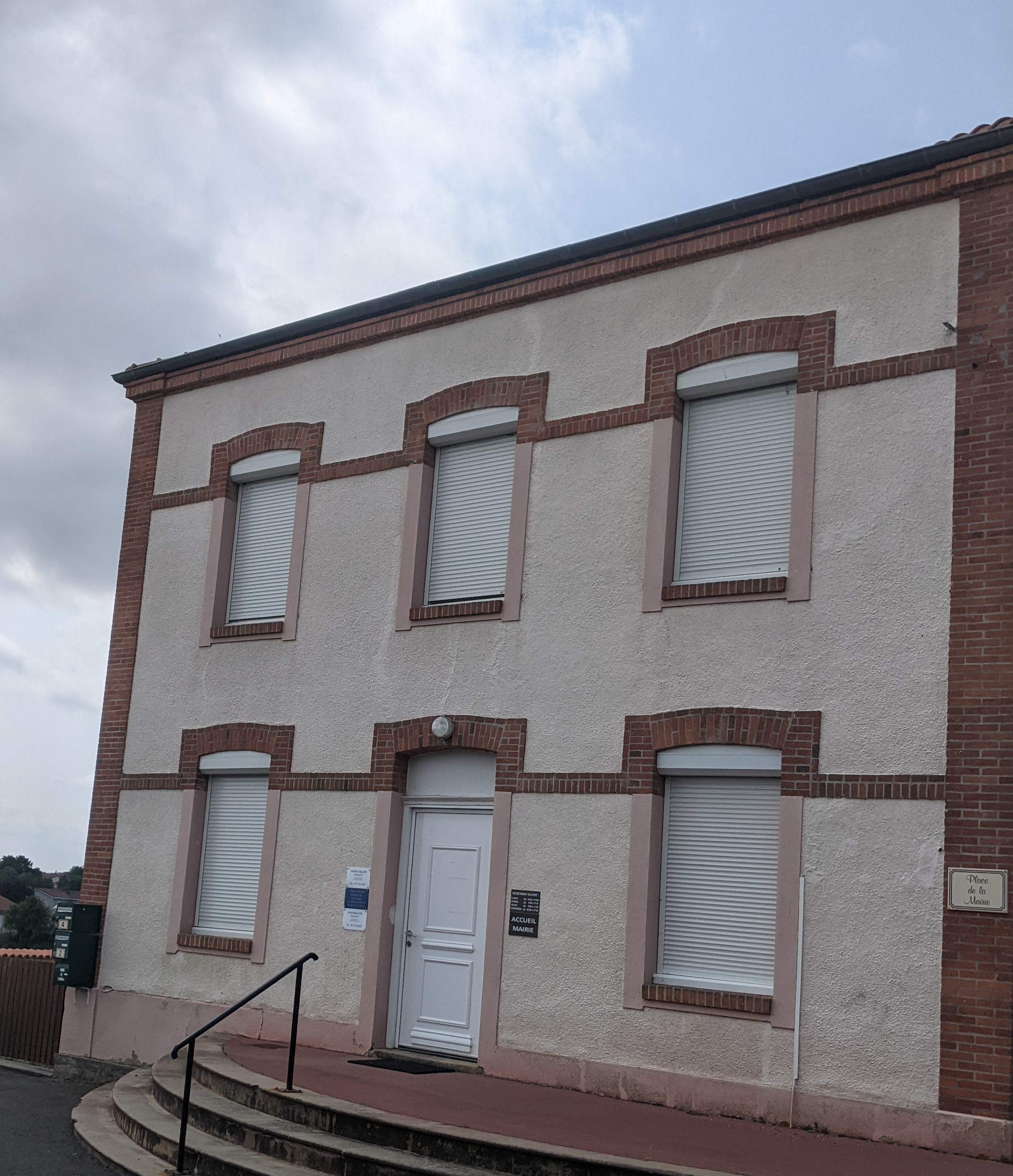
Nordseitenfassade des Rathauses von Trelins

Trelins ist eine französische Gemeinde mit 672 Einwohnern (Stand: 1. Januar 2022) im Département Loire in der Region Auvergne-Rhône-Alpes (vor 2016 Rhône-Alpes). Sie gehört zum Arrondissement Montbrison und zum Kanton Boën-sur-Lignon. Die Bewohner werden Trelinois und Trelinoises genannt.
Trelins grenzt im Nordwesten an Leigneux, im Norden an Boën-sur-Lignon, im Nordosten an Sainte-Agathe-la-Bouteresse, im Osten an Montverdun, im Süden an Marcoux, im Südwesten an Saint-Georges-en-Couzan und im Westen an Sail-sous-Couzan.

## Bevölkerungsentwicklung
| Jahr                       | 1962 | 1968 | 1975 | 1982 | 1990 | 1999 | 2008 | 2017 |
| -------------------------- | ---- | ---- | ---- | ---- | ---- | ---- | ---- | ---- |
| Einwohner                  | 379  | 401  | 396  | 398  | 492  | 537  | 566  | 654  |
| Quellen: Cassini und INSEE |      |      |      |      |      |      |      |      |

## Sehenswürdigkeiten
- Pfarrkirche Saint-Maurice aus dem 16. Jahrhundert
- Wohnsitz im Weiler Cromorel aus dem 16. Jahrhundert, im 19. Jahrhundert umgestaltet
- Ehemalige Kapelle Saint-Roch, heute Wohnung, aus dem ausgehenden 19. Jahrhundert